# Eriocnemis mirabilis
Eriocnemis mirabilis là một loài chim trong họ Trochilidae.